# عمالة المحمدية

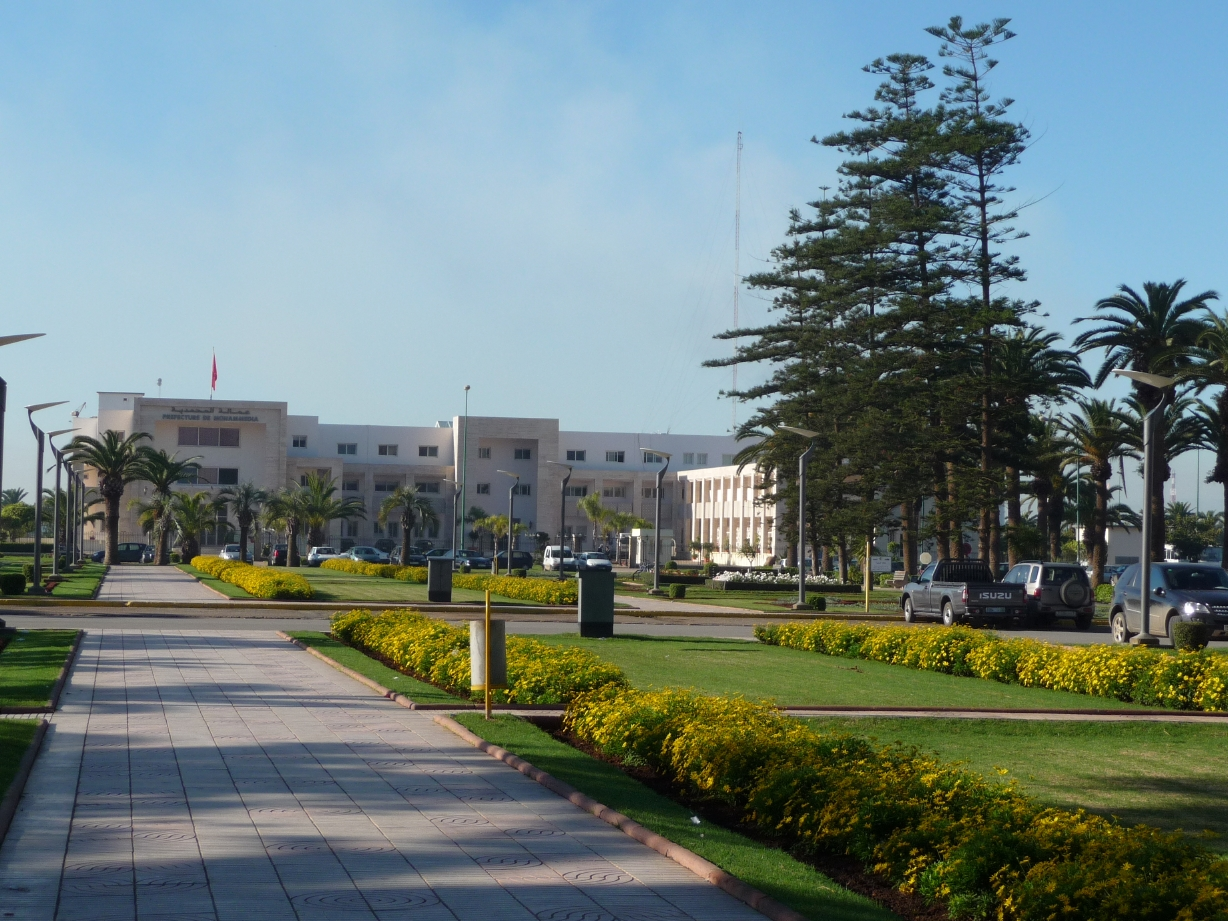

عمالة المحمدية هي أحد أقاليم المملكة المغربية، وتحمل صفة عمالة، وتنتمي إلى جهة الدار البيضاء سطات، وتنقسم إلى 6 جماعات، منها 4 جماعات حضرية و2 جماعات قروية:
الجماعات الحضرية:
- جماعة المحمدية
- جماعة عين حرودة
- جماعة بني يخلف
- جماعة الشلالات

الجماعات القروية:
- جماعة سيدي موسى بن علي
- جماعة سيدي موسى المجدوب

## المناطق الكبرى
(السكان حسب إحصاء 2004)
| اسم المدينة أو الجماعة | عدد السكان   | عدد السكان   |
| اسم المدينة أو الجماعة | 2 شتنبر 1994 | 2 شتنبر 2004 |
| ---------------------- | ------------ | ------------ |
| المحمدية               | 169.035      | 188.619      |
| عين حرودة              | 27.719       | 41.853       |
| الشلالات (مدينة)       | 26.086       | 40.311       |
| بني يخلف               | 14.920       | 29.723       |
| سيدي موسى المجدوب      | 10.407       | 12.412       |
| سيدي موسى بن علي       | 7.753        | 9.368        |